# Trevor Peacock
Trevor Edward Peacock (Edmonton, 19 maggio 1931 – Yeovil, 8 marzo 2021) è stato un attore britannico.

## Biografia
Fu sposato con Iris Jones e in seguito con l'attrice Tilly Tremayne.
Era padre degli attori Harry e Daniel Peacock.
Benché avesse iniziato a lavorare già negli anni Cinquanta, divenne conosciuto per aver interpretato Papà Claus nel film Fred Claus - Un fratello sotto l'albero , del 2007.

## Filmografia parziale
- Per amore ho catturato una spia russa (Catch Me a Spy), regia di Dick Clement (1971)
- Peccato d'amore (Lady Caroline Lamb), regia di Robert Bolt (1972)
- Amleto (Hamlet), regia di Franco Zeffirelli (1990)
- Intrigo in famiglia (Bejewelled), regia di Terry Marcel – film TV (1991)
- Sunshine (A napfény íze), regia di István Szabó (1999)
- L'ispettore Barnaby (Midsomer Murders) - serie TV, episodio 8x08 (2005)
- Fred Claus - Un fratello sotto l'albero (Fred Claus), regia di David Dobkin (2007)
- Quartet, regia di Dustin Hoffman (2012)

## Doppiatori italiani
- Emilio Cappuccio in Fred Claus - Un fratello sotto l'albero
- Giorgio Lopez in Quartet